# Asteroide de tipo S

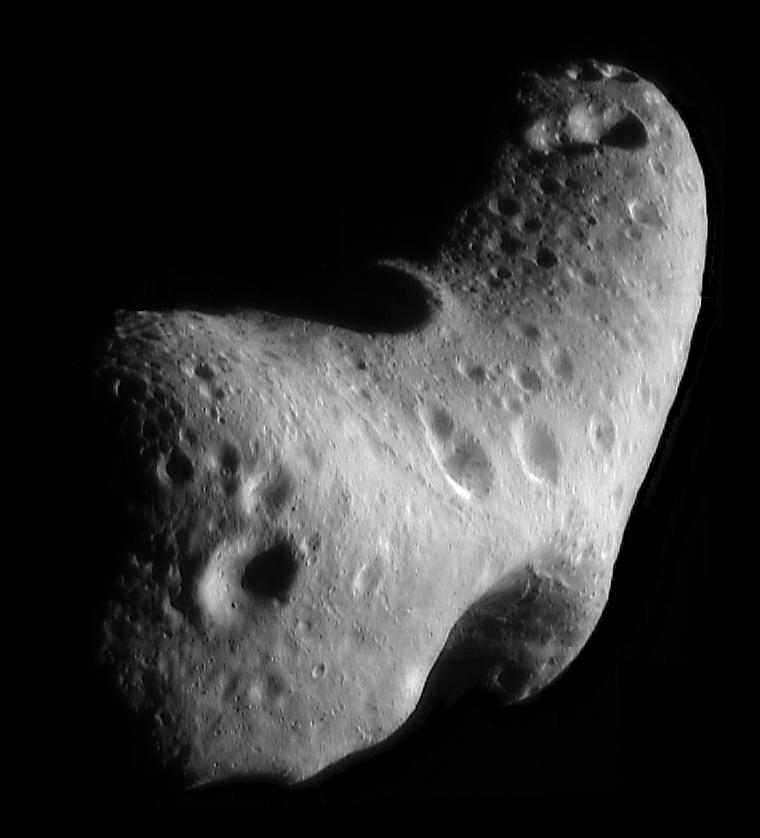
el asteroide Eros es un ejemplo de asteroide de tipo S.

Un asteroide de tipo S es un cuerpo menor del sistema solar, del grupo de los asteroides, de composición rocosa. Aproximadamente el 17 % de los asteroides son de este tipo, haciéndolo el segundo más común después del tipo C.

## Características
Los asteroides de tipo S son moderadamente brillantes (con albedos de 0,10 a 0,22) y están constituidos principalmente de silicatos de hierro y magnesio. Predominan en el interior del cinturón de asteroides hasta 2,2 UA, son comunes en la parte central del cinturón hasta aproximadamente 3  ua y son raros en la parte exterior. El más grande es Eunomia (de aproximadamente 330 km de ancho en su parte más larga), siendo los siguientes por tamaño Juno, Anfitrita, Herculina e Iris. Los de tipo S más grandes son visibles con binoculares de 10 x 50 en la mayoría de las posiciones. El más brillante, Iris, puede a veces alcanzar un brillo mayor de 7, que es una magnitud mayor que la de cualquier otro asteroide excepto el inusualmente reflectivo Vesta.
Sus espectros tienen una pendiente moderada en longitudes de onda menores a 0,7 µm y poseen una moderada absorción entre 1 µm y 2 µm, indicativos de la presencia de silicatos (minerales de roca). La composición de estos asteroides es similar a una variedad de meteoritos rocosos que comparten unas características espectrales similares.

## Asteroides del grupo S

### Clasificación SMASS
En la clasificación SMASS, generalmente varios tipos rocosos de asteroides se agrupan en un amplio grupo S que contiene los siguientes tipos:
- Asteroide de tipo A.
- Asteroide de tipo K.
- Asteroide de tipo L.
- Asteroide de tipo Q.
- Asteroide de tipo R.
- Un núcleo de tipo S para los asteroides que tienen el espectro típico de este grupo.
- Tipos Sa, Sk, Sl, Sq y Sr contienen los objetos de transición entre los del tipo S y los tipos A, K, L, Q y R, respectivamente.

### Clasificación Tholen
En la clasificación Tholen el tipo S es un muy amplio grupo que incluye todos los tipos del SMASS excepto los del A, Q y R, que tienen una particularmente fuerte absorción rocosa cercana a 1 μm.